# 魔性人心
《魔性人心》（英語：Being Human）是一齣英國BBC製作的電視恐怖喜劇，早於2008年2月中首次試播，一輯完全六集的連續劇繼後在2009年1月25日於BBC3台正式開始播放。
本劇講述劇中同居的三位主角：鬼魂安妮（Lenora Crichlow）、人狼佐治（拉塞尔·托维）及吸血鬼密曹（Aidan Turner）怎樣在毋須壓制本身的孤獨感、獸性及兇殘的重擔之下，面對及重投一般人的生活。

## 委託製作
本劇的試播版連同衆多其他試播節目（包括West 10 LDN）於2008年2月18日晚上英國時間九時試播並為BBC3台打造全新的風格。BBC3台主管－Danny Cohen當時表示這些試播劇之中只有二至三齣最終能夠被製作成完整的劇集；Phoo Action是後來在改變決定之下被委託製作的另一個節目。
向BBC3台請願把魔性人心製作成完整劇集的網上團體是由一個來自Reading Chronicle報社的記者所發起的，他對本節目作出了一部份批評。
這個記者的文章及請願書以多達3千人的簽署引起了全球的注意。

## 角色

### 主要角色
約翰·密曹（John Mitchell）（Aidan Turner飾） 是個沉默冷靜，在醫院工作的吸血鬼。他厭惡自己的吸血癖性及殺人的意向。一直使勁抑制自己對人血的渴求的他經常為想當一般人的慾望遇到挫折。他經常為佐治出頭並在月圓之夜協助他需要變身的麻煩。愛爾蘭出生，密曹在第一次世界大戰中被自己的指揮官－希力咬倒成為吸血鬼，並之後以吸血的能力救活了自己所帶領的軍隊。一方面堅決保持吸血殺人是不對的原則，一方面卻不得不承認吸血可以能夠為人逃避死亡的他情绪上經歷不少的自我掙扎。就如其他的吸血鬼一様，密曹的力量和嗅覺比一般人強，他的雙眼更會能夠隨意或在吸血的飢渴顯強的情況下而變成全黑。雖然他可以一直不吸血並繼續生存，不過抑壓對人血的需求的他比一般狀態虛弱。密曹曾經承認自己已經超過一百歲。
佐治·傘士　George Sands（Russell Tovey飾） 的智商比密曹高，但不擅長交際。成為了人狼之後，他因為害怕會傷害人而離開了家人，工作及未婚妻。身為人狼的他因為每個月雖要忍受變身的痛苦而沒辦法就職長期工作，他跟密曹一起在醫院上班。佐治十分擅長處理自己的變身，而變身的時間每次也十分精確。據密曹所說，佐治變身的時候需要經歷肝腎功能停頓及心臟麻庳的痛苦。佐治平時擁有比一般人強的嗅覺。當月圓之夜漸漸接近，佐治的態度也會變得像狼一様，性情暴噪及畜生化。佐治變身期間會失去腦部功能及生出利爪，並可能襲擊附近行人。完全狼化後的他全身被毛髪包著，體重稍增及鼻口部變長。佐治乃猶太籍人。
安娜"安妮"卡利·素優　Anna "Annie" Clare Sawyer（Lenora Crichlow飾）  一隻心事重重的鬼魂，死後的她沒有想離開生前與未婚夫同住的房子的意思。安妮死後是穿著臨死前的一刻所穿著的衣服在人面前現身，但時不時也會隨情绪的更改而微妙地轉變。 安妮是被自己未婚夫－奥雲找到她的皮帶內褲後一怒之下所殺。鬼魂安妮一般只能夠被人狼和吸血鬼所見，不過在指定情绪之下也能被一般人看見。安妮似符能夠進行短距離的瞬間轉移。當安妮發現自己被未婚夫所殺的真相後，打擊之下演變成一隻"喧鬧鬼"，並擭得能夠從遠處移動物件及開關電器等超能力。可惜沒辦法隨心所慾控制這種新能力的她只能夠在極端的情绪之下才能夠發動喧鬧鬼的力量（及瞬間轉移）。
希力　Herrick（Jason Watkins飾）是個社交能力超凡的另一隻吸血鬼，他對密曹要當一般人的故執及他的生活甚感興趣。層經關係接近的他們在密曹決定要抑制自己的吸血癖性後自此各走各路。第一集中一幕以倒敘形式呈現出希力就是當日於第一次世界大戰的戰場上使密曹成為吸血鬼的吸血鬼。

## 集數
| 季   | 集數 | 電視播映日       | 電視播映日       | DVD發行日         | DVD發行日     | DVD發行日     |
| 季   | 集數 | 開始             | 結束             | 一區              | 二區          | 四區          |
| ---- | ---- | ---------------- | ---------------- | ----------------- | ------------- | ------------- |
| 試播 | 1    | 18 February 2008 | 18 February 2008 | 不適用            | 不適用        | 不適用        |
| 1    | 6    | 25 January 2009  | 1 March 2009     | 20 July 2010      | 20 April 2009 | 6 August 2009 |
| 2    | 8    | 10 January 2010  | 28 February 2010 | 21 September 2010 | 12 April 2010 | 5 August 2010 |
| 3    | 8    | 23 January 2011  | 13 March 2011    | 3 May 2011        | 28 March 2011 | 5 May 2011    |

## 外部連結
- Official presspack （页面存档备份，存于） at BBC Press Office